# Sam Ryder
Sam Ryder Robinson (Maldon, Essex, 1989. június 25. –) brit énekes. Ő képviselte az Egyesült Királyságot a 2022-es Eurovíziós Dalfesztiválon, Torinóban a SPACE MAN (magyarul: ŰRHAJÓS) című dalával, ahol második helyezést ért el.

## Élete
Ryder 2000 és 2007 között a chelmsfordi St John Payne Katolikus Iskolába járt.
2022-ben a Marcel Bezençon-díj Sajtódíját megkapta az Eurovíziós Dalfesztivál döntője előtt.

## Diszkográfia

### Album
- 2021: The Sun's Gonna Rise

### Kislemezek
- 2019: "Set You Free"
- 2021: "Whirlwind"
- 2021: "Tiny Riot"
- 2021: "July"
- 2021: "More"
- 2021: "The Sun's Gonna Rise"
- 2022: "Space Man"